# Muotkajärvi (sjö i Kittilä, Lappland, Finland, lat 67.92, long 25.00)
Muotkajärvi är en sjö i Finland. Den ligger i kommunen Kittilä i landskapet Lappland, i den norra delen av landet, 900 km norr om huvudstaden Helsingfors. Muotkajärvi ligger 197,3 meter över havet. Arean är 67,1 hektar och strandlinjen är 4,68 kilometer lång. Sjön  ingår i Kemi älvs huvudavrinningsområde.   Den ligger vid sjöarna Silmäjärvi och Ruonajärvi. 
I övrigt finns följande vid Muotkajärvi:
- Silmäjärvi (en sjö)